# Układ ratyzboński

Ziemie polskie w okresie układu z Małopolską jako ziemią odzyskaną dzięki układowi ratyzbońskiemu

Układ ratyzboński – układ zawarty w 1041 roku pomiędzy królem niemieckim Henrykiem III a władcą Czech Brzetysławem I. Za cenę hołdu i daniny udało się Brzetysławowi zatrzymać Śląsk zagarnięty Polsce. Przysiągł również, że nigdy nie podejmie próby podporządkowania całej Polski lub którejkolwiek z jej części. Brzetysław zobowiązał się także uwolnić z niewoli wszystkich polskich jeńców.
Pomimo że układ ratyzboński zatrzymał Śląsk przy Brzetysławowi, to książę Kazimierz Odnowiciel w 1046 roku reaktywował biskupstwo wrocławskie, a w 1050 zajął region zbrojnie. W wyniku zjazdu w Quedlinburgu w 1054 r., książę Kazimierz Odnowiciel uzyskał uznanie swojej władzy na Śląsku (poza prowincją gołęszycką, później zwaną opawską).